# Аженов, Матипулла Салахадинович
Матипулла Салахадинович Аженов (15 ноября 1932 года — 27 июня 2011 года) — педагог, учёный, общественный деятель, доктор наук, профессор, Академик Академии социологов Казахстана, «Заслуженный деятель РК» (2002).

## Биография
Родился 15 ноября 1932 г. в с. Кудряшова Курмангазинского района Атырауской области.
С 1950 по 1955 года учился в Казахском государственном университете имени Аль-Фараби по специальности философия.
Трудовую деятельность начал преподавателем Атырауского (Гурьевского) педагогического института. В 1960 году поступил в аспирантуру Института философии АН СССР, которую окончил в 1963 году. Получил степень кандидата философских наук. Свою диссертацию он писал под руководством известного философа, главного редактора журнала «Вопросы философии» Вадима Сергеевича Семенова. С 1963 по 1964 год работал старшим преподавателем Астраханского педагогического института. С 1964 по 1977 год его снова пригласили работать в Атырауский педагогический институт. В этом институте работал старшим преподавателем, доцентом, заведующим кафедрой.
В 1974 году защитил докторскую диссертацию и в том же году получил степень доктора философии. В 1976 году Аженову было присвоено звание профессора. В 1978 году перешел в Казахский национальный университет имени Аль-Фараби. В том же году он был избран заведующим кафедрой философии во вновь открывшемся Институте повышения квалификации учителей социальных наук Казахского университета . С 1983 по 1985 год он был деканом философско-экономического факультета Казахского университета. С 1985 по 1993 год он был директором указанного института и проректором университета. С 1994 по 1999 год он был заведующим кафедрой этого института. С 1999 г. по 2011 г. работал профессором кафедры социологии факультета философии и политологии КазНУ им. Аль-Фараби.

## Научные, литературные труды
Автор более 200 научных работ. Под его руководством защищено более 60 диссертаций, в том числе 12 докторских.
Основная тема ученого — социальная структура общества. Аженова опубликовала 125 научных работ по этой проблеме.
• «Социально-классовая структура советского Казахстана» (1972)
• «Социальная структура советского общества» (1980)
• «Социальная стратификация в Республике Казахстан» (1997)
• «Кедейшілік социологиясы» (2004)
• «Социология социальной структуры» (2007)

## Известные ученики
1. Тажин М.М — доктор социологических наук
2. Асылов Н. Ж. — доктор социологических наук
3. Джаманбалаева Ш. Е. — доктор социологических наук
4. Жаназарова З. Ж. — доктор социологических наук
5. Абдирайымова Г. С. — доктор социологических наук
6. Кудро Н. М. — доктор социологических наук
7. Нурбекова Ж. А. — доктор социологических наук
8. Садырова М. С. — доктор социологических наук
9. Асылханова Г. Ж.- доктор социологических наук

## Награды и звания
1. Доктор философских наук (1974)
2. профессор (1976)
3. Академик Академии социологов Казахстана
4. Почетные грамоты Президиума Верховного Совета Казахской ССР
5. Медаль «За трудовые отличия»
6. Нагрудный знак «Отличник высшей школы СССР»
7. «Заслуженный деятель РК» (2002 г.)
8. Орден «Парасат» (2007)